# Werner Müller (Landrat)
Werner Müller (* 10. Februar 1900 in Frankfurt am Main; † 5. Mai 1982 in Düsseldorf) war ein deutscher Maschineningenieur, Geschäftsführer, Häftling des  NS-Regimes und Landrat des Kreises Erkelenz.

## Leben
Werner Müller wuchs in Kassel auf, wo er das Gymnasium besuchte. Er studierte an der Hochschule Mittweida (Technikum) in Sachsen Maschinenbau, mit dem Abschluss als Maschineningenieur. Bereits vor 1922 war er bei der Dorstener Maschinenfabrik und Eisengießerei beschäftigt, bevor er von 1922 bis 1965 als Konstrukteur, Teilhaber und technischer Geschäftsführer der Alfred Wirth & Co. KG (im Volksmund kurz Bohr genannt) in Erkelenz tätig wurde. Werner Müller war verheiratet und hatte ein Kind. Nach seinem Ausscheiden verzog er nach Düsseldorf.

### Haft
Im Zweiten Weltkrieg wurde Werner Müller 1943 denunziert, als er sich gegenüber Mitarbeitern negativ zum Kriegsverlauf äußerte. Er wurde am 23. August 1943 verhaftet und am 14. Oktober 1943 vom Volksgerichtshof wegen Wehrkraftzersetzung zum Tode verurteilt und im Februar 1944 zu lebenslänglichem Zuchthaus begnadigt. Werner Müller galt mit seinen Kenntnissen in der Erdölindustrie als kriegswichtig. Er saß im Zuchthaus Brandenburg-Görden in Haft, wo er von der sowjetischen Armee befreit wurde. Er kehrte nach Erkelenz zurück, um die Bohrgerätefabrik wieder aufzubauen.

### Wiederaufbau
Der erste Kreistag des Landkreises Erkelenz, dessen vierzig Mitglieder von der britischen Militärregierung ernannt worden waren, wählte auf der ersten Sitzung am 12. Februar 1946 Werner Müller zum Landrat. Er war Nachfolger von Jack Schiefer, dem letzten hauptamtlichen Landrat und ersten Landrat nach 1945. Werner Müller wurde so der erste ehrenamtliche Amtsinhaber in der Geschichte des Kreises. Nachdem am 30. Oktober 1946 die ersten allgemeinen Wahlen zum Kreistag stattgefunden hatten, verzichtete er auf eine weitere Amtsperiode, da er sich dem Wiederaufbau der Fabrik widmen wollte. Am 4. November endete seine Amtszeit. Werner Müller wurde Mitglied der  FDP.
Nach dem Krieg war er auch Erster Vizepräsident der Industrie- und Handelskammer Aachen. Von diesem Amt trat er 1947 zurück. Im gleichen Jahr wurde er Vorsitzender des Aufsichtsrates der Westdeutschen Licht- und Kraftwerke Erkelenz (WLK), dem er bis 1973 angehörte. Nach seinem Ausscheiden wurde er zum Ehrenvorsitzenden ernannt.

## Aufsätze
- Werner Müller: Fortschritte auf dem Gebiet der Rotary-Bohrgeräte, in der Zeitschrift Erdöl und Kohle, Januar 1949
- Werner Müller: Was bedeutet API?,  in der Zeitschrift Erdöl und Kohle, Dezember 1952[4]